# 倾点
液体的倾点（英語：pour point）指的是液体失去其流动特性的温度，它被定义为油样可以从烧杯中倾倒出所需的最低温度。对于原油样品而言，较高的倾点常意味着具有较高的煤油含量。

## 倾点的测量

### 人工测量法
根据ASTM D97,先将油样冷却，让石蜡晶体析出。在推测的倾点之上9 °C，每隔3 °C, 测试罐被取出，倾斜观察其液面运动。当油样表面不随倾斜而流动时，将测试罐水平放置5秒钟。如果仍未发生流动，则将当前温度增加3 °C作为该油样的倾点温度。油样在倾点时的不流动可能时因为高黏度或热历史引起的，所以一般也进行黏度测试来获得较全面的油样信息。

### 自动测试法
根据ASTM D5949, 可采用自动装置来测定油样倾点，测试原理和人工测量法相同，但所用时间较短，也不需要额外的冷却装置
油样被加热，然后通过Peltier装置，以1.5±0.1 °C/min的冷却速率冷却。在每个1 °C和3 °C的区间里，用压缩气体的受压脉冲冲击油样的表面。多个光学检测器连续监测试样的表面运动。观察到表面出现运动的最低温度被定为油样的倾点。

## 外在链接
- Some background knowledge about pour point and different measuring methods (manufacturer of pour point tester) （页面存档备份，存于）
- USFS Pour Point and Product Fluidity of Various Class A Foams
- Phase Technology （页面存档备份，存于） Manufacturer of ASTM D5949 automatic pour point analyzers